# Mirabito Range
Die Mirabito Range ist ein schmaler, nach Nordwesten ausgerichteter Gebirgszug von etwa 65 km Länge und etwa 7 km Breite im Nordwesten des ostantarktischen Viktorialands. Er ragt zwischen dem oberen Abschnitt des Lillie-Gletschers und dem Greenwell-Gletscher in den Concord Mountains auf.
Kartografisch erfasst wurde er durch Vermessungsarbeiten des United States Geological Survey und mithilfe von Luftaufnahmen der United States Navy zwischen 1960 und 1963. Das Advisory Committee on Antarctic Names benannte ihn 1964 nach Lieutenant Commander John A. Mirabito von der US Navy, Wetterdienstoffizier auf vier Unternehmungen der Operation Deep Freeze zwischen 1955 und 1959.